# Dracula contro zombi
Dracula contro zombi (Zoltan, Hound of Dracula) è un film del 1977 diretto da Albert Band.
La pellicola è conosciuta in Italia anche con il titolo di Zoltan, il mastino di Dracula 

## Trama
Durante le manovre i militari rumeni fanno tornare in vita Veidt Smit, il servo di Dracula e
Zoltan, il cane. In cerca di un padrone, i due arrivano a Los Angeles e trovano l'ultimo della stirpe dei Dracula, che si fa chiamare Michael Drake. Dopo averlo scoperto in un campeggio con la famiglia, i due lo perseguitano vampirizzando tutti i cani del circondario. Aiutato dall'ispettore Branco della polizia di Bucarest, Drake riesce a distruggere una volta per tutte Zoltan, Smit e
i cani-vampiri. L'ultima immagine del film mostra un cucciolo di cane-vampiro, sopravvissuto alla
lotta, che presto o tardi comincerà ad uccidere...

## Distribuzione
Nel 2011 è stato prodotto in DVD dalla Jubal Classic Video e distribuito dalla Terminal Video (I migliori film della nostalgia) col titolo Dracula contro zombi, il film viene classificato col divieto di 14 anni, la copertina del DVD varia di front, sul retro la durata è di 90 minuti.